# 門齒鯛
門齒鯛為輻鰭魚綱鱸形目鱸亞目鯛科的其中一種，分布於西大西洋區，從加拿大新斯科細亞省至美國佛羅里達州海域，棲息深度5-185公尺，體長可達46公分，夏季及冬季會成群在沿海活動，屬肉食性，以魷魚、棘皮動物、蠕蟲等為食，可做為食用魚、遊釣魚，有雪卡魚中毒的報告。